# Reprezentacja Andory na Mistrzostwach Świata w Narciarstwie Klasycznym 2011
Reprezentacja Andory na Mistrzostwach Świata w Narciarstwie Klasycznym 2011 liczyła jednego sportowca.

## Medale

### Złote medale
Brak

### Srebrne medale
Brak

### Brązowe medale
Brak

## Wyniki

### Biegi narciarskie mężczyzn
Sprint
- François Soulié – odpadł w kwalifikacjach

Bieg na 15 km
- François Soulié – 65. miejsce

Bieg na 50 km
- François Soulié – 68. miejsce